# 罗一民
罗一民（1954年2月—），男，江苏涟水人，生于江苏淮阴，中华人民共和国政治人物。大学普通班学历，工学硕士学位（2001年获南京理工大学工程管理硕士），助理研究员。

## 生平
11970年12月参加工作，进入徐州地区第二机械厂当工人。1976年12月加入中国共产党，1977年考入南京大学中文系汉语言文学专业，1980年毕业后留校任法律系党总支副书记，1986年下派高邮县任县委副书记。1988年进入江苏省工商行政管理局，历任人事教育处副处长，局机关党委副书记、监察室副主任；办公室主任；副局长。1999年11月任南通市副市长，2000年12月升任市长，2002年12月任南通市委书记。2003年1月，兼任南通市人大常委会主任。由于较前几任市委书记更重视城市面貌和工业发展，使得南通市近几年发展很快，在市民中形象也较好。
2011年2月8日，省政协十届十二次常委会议增补为省十届政协委员。2011年2月13日，当选江苏省政协副主席，同时兼任中共江苏省委统战部长。2011年4月16日，不再担任南通市委书记、常委、委员职务。2014年12月，卸任中共江苏省委统战部长职务。2017年2月，辞去江苏省政协副主席。